# Заимки (деревня)
Заимки — деревня в Сунском районе Кировской области России. Входит в состав Кокуйского сельского поселения.

## География
Находится на расстоянии примерно 9 километров по прямой на юг-юго-восток от районного центра поселка Суна.

## История
Известна была с 1678 года как займище Онтонка Калсина с 2 дворами, в 1764 году учтено в ней (уже починок Костинский) 128 жителей. Принадлежали крестьяне большей частью Успенскому Трифонову монастырю. В 1873 году учтено дворов 20 и жителей 200, в 1905 32 и 224, в 1926 42 и 239, в 1950 44 и 160. В 1989 оставалось 13 жителей.

## Население
Постоянное население составляло 4 человека (русские 100 %) в 2002 году, 1 в 2010.